# 輝きは君の中に
「輝きは君の中に」（かがやきはきみのなかに）は、鈴木結女9枚目のシングル。1995年2月1日に発売された。

## 概要
テレビアニメ『NINKU -忍空-』のオープニングテーマに使用された。
カップリング『それでも明日はやってくる』は同アニメのエンディングテーマに使用された。
オリコンチャート最高順位22位ながら22万枚を売上、日本レコード協会「ゴールドディスク賞」を受賞。

## 収録曲
1. 輝きは君の中に
  - 作詞：中島章子　作曲：山石敬之　編曲：井上鑑
2. それでも明日はやってくる
  - 作詞・作曲：鈴木結女　編曲：崩場将夫
3. 輝きは君の中に（カラオケ・バージョン）
4. それでも明日はやってくる（カラオケ・バージョン）

## 収録アルバム
- SINGLES & MORE（1995年5月19日）
- 決定盤「NINKU-忍空-」アニメ主題歌&キャラソン大全集（2016年2月17日）

## カバーしたアーティスト
- 松本梨香：アニソンカバーアルバム「まんまる～ありがとう」収録。松本はアニメ「NINKU -忍空-」で主人公・風助役を担当。
- 山石敬之：音源は出していないが、度々自身のソロライブにおいてピアノ弾き語りでセルフカバーしている。[1]
- Trefle：アニソンカバーアルバム「アニソン神曲プラス」にて高宗歩未がソロでc/wの「それでも明日はやってくる」を歌唱している。